# Peggy Pollow
Peggy Pollow (Leipzig, 29 april 1979) is een Duits actrice en -zangeres. Bekend geworden door haar hoofdrol in de musical Mamma Mia! Ook speelde ze in de musicals West Side Story en Blau Bär. Peggy Pollows moeder is de zangeres Conny Strauch. Peggy Pollow heeft twee zonen en woont met haar vriend in Berlijn.

## Spreekrollen (selectie)
- Shakugan no Shana als Sorath
- House of Cards als Rachel Posner
- Riverdale (televisieserie) als Toni Topaz
- Blue Bloods – Crime Scene New York als Officer Rachel Witten
- Powerpuff Girls als Bubbles
- Noddy, der kleine Detektiv als Schlauria
- Shimmer und Shine als Shimmer
- Vampirina The Walt Disney Company als Vampirina
- Pennyworth als Bet Sykes
- Frontier (televisieserie) als Clenna Dolan Gon
- Danganronpa als Junko Enoshima
- Tensei Shitara Slime Datta Ken als Rimuru Tempest
- League of Legends als Poppy
- Big Mouth (S5) als Hasswurm
- 2022, 2023: Navy CIS: L.A. voor Elizabeth Hinkler als Blaine en voor Rosanna Pansino als Tara Walker

## Hoorspel
- 2019: vanaf aflevering 128 Bibi Blocksberg (als Schubia Wanzhaar)

- Gemeinsame Normdatei: 135418429
- Virtual International Authority File: 80171657
- WorldCat: E39PBJw4DQ7qcrcKvjBJ8gY3wC